# Gliese 777
Gliese 777 (GJ 777) es un sistema estelar en la constelación del Cisne situado a 51,8 años luz del sistema solar. A fecha de 2005 se conoce la existencia de dos planetas extrasolares orbitando en torno a la estrella principal.

## Sistema estelar
La estrella principal de sistema, Gliese 777 A (HD 190360 / HR 7670 / LHS 3510), es una subgigante amarilla de tipo espectral G6IV y magnitud aparente +5,71. Es una estrella semejante al Sol que está finalizando la fusión de su hidrógeno interno, siendo mucho más antigua que este, con una edad estimada entre 7000 y 10 000 millones de años. Tiene una temperatura superficial de 5551 K, es un 11 % más luminosa que el Sol y su masa es un 4 % menor que la masa solar. Su período de rotación es de 40 días. Su contenido en metales —entendiendo como tales aquellos elementos más pesados que el helio— es un 70 % mayor que en nuestra estrella.
La estrella secundaria, Gliese 777 B (LHS 3509), es una tenue enana roja de magnitud +14,40 que orbita la estrella primaria a una distancia de 3000 UA. El período orbital debe ser de varias decenas de miles de años. A su vez, Gliese 777 B podría ser una estrella binaria, en donde la componente menos luminosa sería otra enana roja muy tenue.

## Sistema planetario
En 2003 se anunció el descubrimiento de un planeta extrasolar, Gliese 777 Ab o HD 190360 b, en órbita alrededor de la estrella subgigante amarilla. Considerado en un principio un gemelo del planeta Júpiter, análisis ulteriores permitieron comprobar que su masa es aproximadamente 1,5 veces la de Júpiter, y que su órbita, en contra de lo se pensó inicialmente, no es circular sino que presenta una apreciable excentricidad de ε = 0,36.
En 2005 se descubrió un segundo planeta, Gliese 777 Ac o HD 190360 c, en una órbita interior a 0,128 UA de la estrella. Su masa es solo 18 veces mayor que la de la Tierra, aproximadamente igual a la de Neptuno, moviéndose en una órbita casi circular.
El 1 de julio de 1999 un mensaje METI fue enviado a Gliese 777. Fue transmitido desde el radar de Eupatoria, el más grande de Eurasia. El mensaje, llamado Cosmic Call 1, llegará a Gliese 777 en abril de 2051.
| Nombre        | Nombre        | Masa               | Semieje mayor      | Excentricidad | Periodo orbital     | Descubrimiento |
| ------------- | ------------- | ------------------ | ------------------ | ------------- | ------------------- | -------------- |
| Gliese 777 Ac | Gliese 777 Ac | 0,057 (± 0,015) MJ | 0,128 (± 0,002) UA | 0,01 (± 0,1)  | 17,1 (± 0,015) días | 2005           |
| Gliese 777 Ab | Gliese 777 Ab | 1,502 (± 0,13) MJ  | 3,92 (± 0,2) UA    | 0,36 (± 0,03) | 2891 (± 85) días    | 2003           |